# 舊站 (加利福尼亞州)
舊站（英語：Old Station）是位於美國加利福尼亞州沙斯塔縣的一個人口普查指定地區。

## 地理
舊站的座標為40°40′21″N 122°25′21″W / 40.67250°N 122.42250°W，而該地最高點為海拔高度1337米（即4386英尺）。

## 人口
根據2010年美國人口普查的數據，舊站的面積為5.753平方千米，當中陸地面積為5.750平方千米，而水域面積為0.003平方千米。當地共有人口51人，而人口密度為每平方千米8人。